# السلامة في أماكن الرعاية الصحية
تشبه سلامة مكان العمل في أماكن الرعاية الصحية مخاوف السلامة في أماكن معظم المهن، ولكن هناك بعض عوامل الخطر الفريدة، مثل التعرض للمواد الكيميائية. ويختلف توزيع الإصابات إلى حد ما عن متوسط جميع المهن. وعادةً ما تنطوي إصابات العاملين في أماكن الرعاية الصحية على الإجهاد المفرط أو السقوط، مثل إجهاد العضلات من رفع المريض أو الانزلاق على أرضية مبللة. هناك خطر أعلى من المتوسط من عنف أشخاص آخرين، وخطر أقل من المتوسط للإصابات المرتبطة بالنقل.

## العدوان في الرعاية الصحية
حوالي إصابة واحدة من كل ثمانية بسبب أن المرضى كانوا عدوانيين أو عنيفين تجاه المتخصصين في الرعاية الصحية (أو تجاه المرضى الآخرين). أحيانًا يكون الموظفون عدوانيين ضد المرضى. عادة ما ينطوي عدوان المريض على المهنة على الإساءة اللفظية، على الرغم من أنه تم توثيق العنف الجسدي المتعمد في بعض الأحيان. قد تكون عدوانية الموظفين تجاه الموظفين سلبية، مثل عدم الرد على مكالمة هاتفية من زميل مكروه، أو غير مباشرة، مثل الانخراط في الغيبة والنميمة .
وصف العدوان، في عام 1968، من قبل موير على أنه "سلوك يسبب أو يؤدي إلى إيذاء أو إتلاف أو تدمير كائن حي آخر". العدوان البشري في الآونة الأخيرة تم تعريفه على أنه "أي سلوك موجه تجاه فرد آخر يتم تنفيذه بقصد مباشر لإحداث ضرر".
يمكن توسيع التعريف ليشمل حقيقة أن العدوان يمكن أن يكون جسديًا أو لفظيًا أو نشطًا أو سلبيًا وأن يركز بشكل مباشر أو غير مباشر على الضحية - مع أو بدون استخدام سلاح، وربما يتضمن تكتيكات نفسية أو عاطفية. يتطلب من الجاني أن يكون لديه نية، والضحية لمحاولة التهرب من الأفعال. ومن ثم، لا يمكن اعتبار الضرر العرضي عدوانيًا لأنه لا يتضمن النية، ولا يمكن أن يصنف الضرر المتورط بقصد المساعدة (على سبيل المثال، الألم الذي يعاني منه المريض أثناء علاج الأسنان ) على أنه عدوان حيث لا يوجد دافع للتهرب من الإجراء. وصف للعنف في مكان العمل من قبل وين وكلاركين وكوكس وجريفيثس (1997)، حدد العنف في مكان العمل على أنه حوادث تؤدي إلى سوء المعاملة أو الاعتداء أو التهديدات الموجهة إلى الموظفين فيما يتعلق بالعمل - بما في ذلك تحدي صريح أو ضمني لسلامتهم أو صحتهم.
يختلف معدل الاعتداء داخل الرعاية الصحية حسب البلد، فعلى الصعيد العالمي يتعرض 24٪ من العاملين في مجال الرعاية الصحية للعنف الجسدي كل عام، و42٪ يتعرضون للاعتداء اللفظي أو الجنسي. كان هذا المعدل يتناقص في أمريكا الشمالية ويزداد في أستراليا. في أوروبا، انخفضت معدلات الإساءة اللفظية وظل العنف الجسدي مستقرًا خلال العقد الماضي.
يؤثر العدوان والعنف سلبًا على كل من مكان العمل والعاملين فيه. بالنسبة للمنظمة، يمكن تكبد تكاليف مالية أكبر بسبب زيادة الغياب والتقاعد المبكر وانخفاض جودة الرعاية. لكن بالنسبة للعاملين في مجال الرعاية الصحية، يمكن أن ينتج عن ذلك ضرر نفسي مثل إجهاد ما بعد الصدمة،  بالإضافة إلى انخفاض في الدافع الوظيفي. العدوان يضر أيضًا برعاية المريض. التعليقات الوقحة من المرضى أو أفراد أسرهم يمكن أن تشتت انتباه المتخصصين في الرعاية الصحية وتجعلهم يرتكبون أخطاء أثناء إجراء طبي.
ذكرت دراسة استقصائية من المكتب الوطني لمراجعة الحسابات في المملكة المتحدة) (2003) أن العدوان والعنف يمثلان 40 ٪ من حوادث الصحة والسلامة المبلغ عنها بين العاملين في مجال الرعاية الصحية. وجدت دراسة استقصائية أخرى تبحث في الإساءة والعنف التي حدثت في 3078 من ممارسات طب الأسنان العامة على مدى ثلاث سنوات أن 80 ٪ من العاملين في الممارسة قد تعرضوا للإيذاء اللفظي أو الإساءة أو العنف. أفيد أنه على مدى 12 شهرًا في المستشفيات الأسترالية، تعرض 95 ٪ من الموظفين للعدوان اللفظي. في المملكة المتحدة، تعرض أكثر من 50٪ من الممرضات للعدوان أو العنف على مدار 12 شهرًا. في الولايات المتحدة، كان المعدل السنوي للجرائم العنيفة غير المميتة المرتبطة بالعمل ضد العاملين في مجال الرعاية الصحية العقلية 68.2 لكل 1000 عامل مقارنة بـ 12.6 لكل 1000 عامل في جميع المهن الأخرى.
في الولايات المتحدة، يعد قسم الطوارئ أحد أكثر الأماكن خطورة للعمل في المستشفى، وهذا أمر منطقي لأن معظم الأفراد في غرفة الطوارئ هم أشخاص أصيبوا للتو ويحتاجون إلى نقلهم بسرعة إلى المستشفى. هذا الموقف مرهق ومخيف للغاية بالنسبة لمعظم الناس، لذلك قد يؤدي إلى مشاعر غير مقصودة حقًا، بما في ذلك المشاعر العدوانية. لا يتم دائمًا أخذ تقارير الممرضات عن عدوانية المريض على محمل الجد، مما قد يجعل الممرضات أقل عرضة للإبلاغ، مما يؤدي في النهاية إلى مشاكل الصحة العقلية.
وذكر أن الإصابات غير المميتة بسبب العدوان كانت أكثر بثلاث مرات ضد العاملين في مجال الرعاية الصحية من العاملين في القطاع الخاص. مع تعامل الممرضات مع هذه المواقف بشكل يومي، فقد أدى ذلك إلى العديد من القضايا في حياتهم الشخصية. ذكر أن انتحار الممرضة هو السبب العاشر للوفاة في الولايات المتحدة.

## الأسباب
ترتبط العديد من العوامل بزيادة خطر العنف. فيما يتعلق بتصميم مكان العمل، فإن التحديد السيئ لمناطق الموظفين فقط، والاكتظاظ، وسوء الوصول إلى وسائل الراحة والأثاث غير الآمن يزيد من مخاطر العنف. فيما يتعلق بممارسات العمل، وأوقات الانتظار، وسوء خدمة العملاء، والعمل بمفرده، ونقص التدريب، وانخفاض مستوى تمكين الموظفين، ونقص التدريب على تخفيف حدة التصعيد، ونقص التدريب القوي على سبب العنف، واستخدام التقييد الجسدي ووجود النقود في الموقع مرتبط بالعنف. الأطباء غير المستعدين، الذين يفتقرون إلى التثقيف حول العنف وعدم التصعيد، والافتقار إلى المهارات الطبية للمهارات الاجتماعية، والأقل خبرة، والأطباء المرهقين هم أكثر عرضة للانخراط في العنف. يرتبط أسلوب تعامل الأطباء مع الآخرين وشخصيتهم وحالتهم العاطفية بالعنف.
المرضى الذين يعانون من الفقر أو الإقصاء الاجتماعي، أو الذين يفتقرون إلى لغة الكفاءة الثقافية للتفاعل مع الأطباء هم أكثر عرضة للانخراط في العنف. بالإضافة إلى أولئك الذين يعانون من إصابات أو اضطرابات معينة، مثل إصابات الرأس، أو بعض الاضطرابات النفسية، أو اضطرابات الغدة الدرقية. الضغوطات، وقلة الاحترام المتوقع، وتجربة الرعاية الصحية السيئة تاريخيا، والتسمم هي أيضا مخاطر للعنف.
فيما يتعلق بالتفاعلات التي سبقت العدوان أو سوء الفهم أو الخلافات حول القضايا الطبية، فإن المرضى الذين يتعرضون للفصل أو يشعرون بالفصل، وعدم الرضا عن الرعاية، والاتصال الجسدي، والإحباط من نية المرضى، والعلاج غير الطوعي ترتبط بالعنف.

## طرق تصنيف العدوان والعنف
معظم الدراسات حول العنف في التمريض هي دراسات تجريبية بطبيعتها مع القليل من التحليل النظري. اقترحت مراجعة منهجية على الأطر النظرية اتباع نهج غير منضبط لالتقاط الفروق الدقيقة في العنف في بيئة الرعاية الصحية.
تصنيف
يمكن تصنيف عدوان المريض على المهني على أنه النوع الثاني؛ عندما يرتكب الجاني فعلًا عنيفًا أثناء خدمته من قبل المنظمة التي تربطهم بها علاقة شرعية. من غير المألوف أن تؤدي مثل هذه الهجمات إلى الوفاة، ولكن من الواضح أنها مسؤولة عن ما يقرب من 60٪ من الاعتداءات غير المميتة في العمل. ضمن هذا التصنيف الذي يستند إلى العلاقة بين الجاني والضحية، يشمل النوع الأول من العدوان دخول الجاني إلى مكان العمل لارتكاب جريمة - وليس له علاقة بالمنظمة أو موظفيها. النوع الثالث يتعامل مع موظف حالي / سابق يستهدف زميل عمل أو مشرف لما يعتبره خطأ. يشمل النوع الرابع من العدوان أن يكون للجاني علاقة مستمرة / سابقة مع موظف داخل المنظمة.
النموذج الداخلي
يربط النموذج الداخلي العدوانية بعوامل داخل الشخص، بما في ذلك المرض العقلي أو الشخصي. هذا النموذج مدعوم من قبل العديد من الدراسات التي تربط العلاقة بين العدوانية والمرض. يمكن أن ترتبط سمات الشخص بتعبيره عن العدوانية - فالنرجسيون على سبيل المثال، يميلون إلى الغضب والعدوانية إذا كانت صورتهم مهددة. يميل الجنس إلى التأثير على العدوانية - مع بعض الاستفزازات التي تؤثر على كل جنس بشكل مختلف. وجد أن الذكور يميلون إلى العدوان المباشر، والإناث غير المباشر. تقول دراسة أجراها هوبز وكين، 1996 أن عوامل المريض المرتبطة أو المسببة لعنف المريض تشمل؛ الجنس من الذكور أو الشباب القريب أو آثار تعاطي الكحول أو المخدرات. وجدت دراسة أجريت بين الممارسين الطبيين العامين في ويست ميدلاندز أن الرجال متورطون في 66٪ من حالات العدوان. يرتفع إلى 76٪ فيما يتعلق بالاعتداء / الإصابة - كان الجاني الرئيسي من الذكور تقل أعمارهم عن 40 سنة. يميل قلق المريض، وهو مشكلة خاصة مرتبطة بطب الأسنان، إلى أن يكون المحرض على الأرجح على الإساءة اللفظية والسبب الثاني الأكثر ترجيحًا للتهديد بالإساءة اللفظية.
النموذج الخارجي
يعتمد هذا النموذج على فكرة أن التأثيرات البيئية الاجتماعية والمادية تؤثر على العدوان. وهذا يشمل أحكام الخصوصية والمساحة والموقع. الدافع وراء النفور، ربما بسبب الألم أثناء علاج الأسنان، يمكن أن يزيد من العدوانية - مثل الشعور العام بعدم الراحة، مثل ذلك الناتج عن الجلوس في غرفة انتظار حاره أو في وضع غير مريح (على سبيل المثال في كرسي الأسنان المائل). يؤدي تسمم الكحول أو الإفراط في تناول الكافيين إلى تفاقم العدوانية بشكل غير مباشر. تشير دراسة هوبز وكين (1996) إلى تورط المخدرات والكحول. في 65٪ من الحالات في قسم الحوادث والطوارئ واحد وفي 27٪ من جميع حالات الممارسة العامة. تشير الدراسة إلى أن التسمم هو السبب الرئيسي للاعتداءات والإصابة (إلى جانب المرض العقلي). الإحباط، الذي عرّفه أندرسون وبوشمان بأنه "عرقلة لتحقيق الهدف"، يمكن أن يساهم أيضًا في العدوان - سواء كانت الإحباطات مبررة تمامًا أم لا. يميل هذا العدوان المرتبط بالإحباط إلى أن يكون مرتكب الجريمة والأشخاص غير المتورطين في الفشل في الوصول إلى الهدف. أدت فترات الانتظار المطولة في أقسام الطوارئ والحوادث والممارسة العامة إلى العدوان بسبب الإحباط ؛ يتم توجيهه بشكل عام إلى موظفي الاستقبال - مع مشاركة ما يقرب من 73٪ من الأطباء.
النموذج الظرفي / التفاعلي
هذا يتعامل مع العوامل التي تدخل في الموقف الفوري، على سبيل المثال التفاعلات بين المرضى والموظفين. هناك العديد من الدراسات التي تدعم العلاقة بين الموظفين ذوي السلوك السلبي والعدوانية تجاه المريض. يُقال إن الاستفزاز هو أهم سبب للعدوان البشري - تشمل الأمثلة الاعتداء اللفظي والجسدي على الفرد. وجد أن الظلم الملحوظ، في سياق المساواة بين الموظفين على سبيل المثال، يرتبط بشكل إيجابي بالعدوان في مكان العمل.
تعبيرات عن العداء
هذا مرتبط "بالسلوكيات التي هي في الأساس لفظية أو رمزية في طبيعتها". فيما يتعلق بالعداء بين الموظفين، يمكن أن يشمل ذلك حديث الجاني خلف الأهداف. ومع ذلك، مع عداء المريض على المهني، يمكن أن يتعامل هذا مع المريض بافتراض معرفة خاطئة عن المهني- مع استخفاف المريض بآرائه.
العرقلة
يتضمن ذلك قيام الجاني بأعمال تهدف إلى "عرقلة أداء الهدف أو إعاقته". الفشل في تمرير المعلومات أو الرد على المكالمات الهاتفية على سبيل المثال، هي طرق يمكن من خلالها إظهار العرقلة بين الموظفين. يمكن إثبات انسداد المريض على المستوى المهني من خلال الفشل نيابة عن المريض في الامتثال للمهني الذي يقوم بمهمة معينة. إن عدم الرغبة في السماح للمهني بتشخيص المريض وعدم الحضور إلى المواعيد هي أمثلة على هذا الانسداد.
العدوان الصريح
يرتبط هذا عادةً بالعدوانية في مكان العمل، وينطوي على سلوكيات تشمل ؛ التهديد بالإساءة والاعتداء الجسدي والتخريب. يمكن أن يحدث هذا مرة أخرى فيما يتعلق بالعدوان بين الموظفين والمريض على حد سواء.
نموذج بوس ثلاثي الأبعاد للعدوان
عدوان بوس متمايز إلى نموذج ثلاثي الأبعاد ؛ تمت إزالتها فيزيائية - لفظية، نشطة - سلبية، مباشرة - غير مباشرة - نشطة - سلبية في عام 1995 عندما صقل بوس الفئات. يندرج الاعتداء الجسدي ضمن فئة النشاط الجسدي المباشر، في حين أن العرقلة تتعلق بالسلبية الجسدية - سواء كانت مباشرة أو غير مباشرة. تتعلق الإساءة اللفظية أو الإهانات بالعدوان اللفظي النشط والمباشر، في حين أن الفشل في الإجابة على سؤال عند طرحه، على سبيل المثال فيما يتعلق بخيارات أو عادات نمط الحياة، يمكن أن يندرج تحت فئة اللفظ - المبني للمجهول - المباشر - مع توفير أسباب عدم الإجابة موجهة إلى عامل الرعاية الصحية (مثل العداء)، بدلاً من الخوف على سبيل المثال.
النضال من أجل نظرية الاعتراف
تم تطبيق نظرية العنف القائمة على النضال من أجل الاعتراف في أماكن الرعاية الصحية. في هذه النظرية، يعتبر عدم الاعتراف وسوء التعرف على الحقائق المتعلقة بالمريض من أسباب الصراع الشخصي والعنف: 6 في دراسة للعوامل الشخصية التي سبقت حوادث العنف، حدد العاملون في الرعاية الصحية الاحتياجات غير الملباة والتقييم غير الطوعي واللمس غير المرغوب فيه على أنهما مترابطان.

## مشاكل الصحة العقلية بسبب سوء المعاملة
الممرضات الذين يتعاملون مع المزيد من قضايا الصحة العقلية هو شيء نشأ عن التعامل مع العنف في مكان العمل. في إحدى الدراسات، وجد أن ما بين ستين وتسعين بالمائة من الممرضات يتعرضن للعنف الجسدي أو اللفظي في مرحلة ما من عملهن. هذا يوضح مدى واقعية ذلك في حياة العمل اليومية للممرضة. يمكن أن يكون للعنف تأثير خطير على الصحة العقلية لأي شخص. تنص المقالة على أن "مراجعة منهجية لـ 68 دراسة وجدت أن العنف في مكان العمل كان مرتبطًا بقوة بالنتائج النفسية السلبية، بما في ذلك اضطراب ما بعد الصدمة والاكتئاب والقلق واضطرابات النوم والإرهاق". مع ذكر ذلك، فإنه يعطي القراء فكرة جيدة عن سبب خطورة العنف في مكان العمل على العاملين في مجال الرعاية الصحية.

## التدخلات
عند التعامل مع العدوان والعنف في مكان العمل، فإن التدريب والتعليم هما الاستراتيجية الأساسية لحل المشكلة. هناك عدد من العوامل الشخصية التي يمكن أن تساعد في تقليل العدوانية في بيئة الرعاية الصحية، والتي تشمل تحسين مهارات التعامل مع الآخرين، مع الوعي بعدوانية المريض والمعرفة فيما يتعلق بالتعامل مع المرضى العاطفيين. على الرغم من أن الحزم أمر بالغ الأهمية عندما يتعلق الأمر بالمهارات الشخصية التي يمتلكها العاملون في الرعاية الصحية، فقد أظهرت العديد من الدراسات أن الممرضات لا يميلون إلى أن يكونوا حازمين للغاية. لذلك عادة ما يتم تقديم التدريب من قبل المنظمات فيما يتعلق بالحزم، ويتعامل بشكل أساسي مع تحسين احترام الذات والثقة بالنفس والتواصل بين الأشخاص.
توصي اللجنة الاستشارية للخدمات الصحية (HSAC) بأساس ثلاثي الأبعاد للتعامل مع العنف في مكان العمل. وهي تنطوي على "البحث في المشكلة وتقييم المخاطر وتقليل المخاطر والتحقق مما تم إنجازه".
في عام 1997، قدمت اللجنة الاستشارية للخدمات الصحيةالمبادئ التوجيهية التالية فيما يتعلق بما يتضمنه التدريب الجيد:
- النظرية: لفهم العدوان داخل مكان العمل
- الوقاية: لتقييم الخطر واتخاذ الاحتياطات
- التفاعل: مع الأفراد العدوانيين
- إجراء ما بعد الحادث: للإبلاغ عن الحادث والتحقيق فيه وتقديم المشورة له ومتابعته

### تحديد ما إذا كان المرضى معرضين حاليًا لخطر العنف
يسرد إطار عمل تقييم العنف STAMP عناصر سلوك المريض المرتبطة بالعنف، وقد تم تطويره في 2005 بواسطة بوك وجاكسون وأشر. تم توسيع هذا النموذج في وقت لاحق من قبل المؤلفين إلى أداة تقييم العنف من 18 نقطة. :3بالنظر إلى المتنبئين في أداة تقييم العنف، تبين أن مقاومة الرعاية الصحية غير الإرادية هي أفضل تنبؤ بالعنف، تليها اللغة العدوانية والصراخ.

### التدرب على الحزم
على الرغم من أن العديد من الدراسات التي تبحث في فعالية التدريب قد قدمت نتائج غير حاسمة،  دراسة بواسطة لين وآخرون. ربط تحسين الحزم واحترام الذات ارتباطًا إيجابيًا ببرنامج التدريب على الحزم. يستهدف البرنامج التفاعلات الصعبة التي قد نواجهها في الحياة اليومية ويتضمن كلا من الأساليب السلوكية والمعرفية. يتم قياس فعالية التدريب باستخدام المقياس الحازم، ومقياس التقدير، ومخزون رضا التواصل بين الأفراد.

### تقييم فعالية التدريب
يبقى أن التدريب لا يتم تقديمه بشكل عام أو مستمر للعاملين في مجال الرعاية الصحية. بيل وآخرون. وجد أن مستويات التدريب المقدمة تراوحت من لا شيء إلى تدريب عالي المستوى على ضبط النفس / الدفاع عن النفس. وجد تقرير صادر عن مكتب التدقيق الوطني (NAO) في عام 2003 أنه، ضمن صناديق الصحة العقلية، يميل النهج الرجعي إلى إعطاء الأولوية على الوقاية. على الرغم من انتقاده من قبل الكثيرين ؛ يتم استخدام التقييد والعزلة والأدوية. تميل الأساليب الانفصالية أو ضبط النفس أو التهدئة السريعة أو العزلة إلى التوصية عند التحريض على العنف مع الفشل في منع العدوان. يرتبط هذا بمستوى التدريب المقدم، والذي يهيمن على هذه المجالات، ولكنه يفتقر إلى تقييم مخاطر الموقف وخدمة العملاء  - الأساليب التي تعتبر حيوية في النهج الوقائي لمنع تصعيد الموقف، مما يؤدي إلى اتخاذ تدابير رجعية في اللعب.
- يجب أن يركز التدريب على مهارات الوقاية والتهدئة والتفاوض بدلاً من المواجهة
- يجب تقديم التدريب في وحدات، تتراوح في البداية من رعاية العملاء الأساسية والتعامل مع المرضى الصعبين إلى التحكم الكامل وضبط النفس للمرضى.
- يجب توفير المواد المتعلقة بأسباب العدوان وكيفية الحد من المخاطر وتوقع العنف وحل النزاعات والتعامل مع ظروف ما بعد الحادث للموظفين.
- يجب تعليم المهارات الجسدية الانفصالية - ولكن يجب تقدير فهم المواقف التي يجب ممارسة هذه المهارات فيها.
- يجب تعليم الموظفين التحكم في مشاعرهم
- يجب الوصول إلى فهم طبيعي / غير طبيعي لتفاعلات ما بعد الصدمة
- يجب أن يكون الموظفون على دراية بالترتيبات والسياسات المحلية

### كيفية التعامل مع الإساءة
- يجب على الممرضات الإبلاغ بشكل صحيح عن الإساءة إلى المشرفين عليهم
- إذا لم يتم التعامل معها بشكل صحيح، فانتقل إلى الأفراد الذين هم أعلى مرتبة
- الأمر متروك تمامًا للفرد الذي يتعامل مع الإساءة للإبلاغ عنها، ولا أحد غيره
- حاول المساهمة في بيئة عمل أكثر إيجابية
- يمكن للممرضات الذهاب إلى اجتماعات إعلامية للتعامل مع الإساءة

توفر جمعية التمريض الأمريكية مصادر لاستخدامها في حالة تعامل الممرضات مع سوء المعاملة، ومع ذلك، فإن الأمر متروك للأفراد للإبلاغ عن الحوادث. تذهب بعض الموارد الإضافية للمساعدة في التعامل مع الإساءة إلى دروس إعلامية إذا كان المكان الذي تعمل فيه يوفرها.
نظرًا لكون الفرد هو الشخص الذي يتعرض للعنف، لا يمكن للباحثين فهم مدى سوء المعاملة بشكل كامل. يمكن للباحثين المستقبليين إجراء مسح يسأل الممرضات عن مكان حدوث معظم الإساءات والطرق التي سيكون من السهل عليهم الإبلاغ عنها.